# کاغذکنان
شهر سوخته یا شهر قدیم کاغذکنان (خونا، خونه، خنج، خونج، خوانج) با ۸۰ هکتار وسعت در قسمت غربی شهر آقکند و در کنار جاده آقکند_ میانه قرار دارد. خونا، خونه خونج و خوانج نام‌هایی هستند که در طول تاریخ چند هزارساله بر روی این شهر گذاشته شده‌اند. این شهر معرف ادوار مختلف فرهنگی و تمدنی از هزاره قبل از اسلام تا قرون میانه اسلامی می‌باشد. قطعات سفالهای شکسته در این منطقه به چشم می‌خورد. بر اثر حفاری‌های فرانسویان در اواخر دوره قاجار و دوره پهلوی آثار هنری قابل توجهی از قسمت‌های مخروبه این شهر از زیر خاک بیرون آورده شده که در موزه‌های جهان ازجمله موزه لوور پاریس موزه فیلادلفیای آمریکا موزه اشمولین آکسفورد موزه طارق رجب کویت با عنوان سفالینه‌های آقکند (نام کنونی خونج=کاغذکنان) در معرض دید گذاشته شده‌است. این آثار در چاپ دوم کتاب کاغذکنان در گذرگاه تاریخ ایران نوشته اکبر پرندی معرفی شده‌است.
دکتر آلن از وجود ظروف سفالینه‌های آقکند در موزه آشمولین آکسفورد به عنوان بهترین ظروف مخطط ایرانی یاد می‌کند
جمال ترابی طباطبایی در کتاب آثار باستانی آذربایجان این محوطه باستانی را با نام سفالهای کاغذکنان معرفی می‌نماید او در کتاب خود چنین می‌نویسد:

در مجاورت آثار مذکور تپه خاکی مخروطی شکل موسوم به قلعه که بر اثر تلقین حفاران خارجی برای عدم حساسیت  در میان بعضی مردم به کلیسا شهرت یافته وجود دارد. تمام سفالینه‌های موجود در آن یا سفال‌هایی که از حفره‌های مختلف (مانند لانه حیوانات یا کندوکاو حفاران غیرقانونی) بیرون ریخته همه منسوب به سده‌های اواخر قبل از میلاد و دوره‌های اشکانی و ساسانی است.

یاقوت حموی جغرافی‌دان و تاریخ‌نویس مشهور در سده هفتم در مورد بخش کاغذ کنان نوشته‌است نوشته است: «چون در آنجا کاغذ درست می‌کنند به کاغذ کنان معروف است». تا خرابی شهر کاغذ کنان در سده هفتم هجری، این شهر ولایتی مستقل از ولایات آذربایجان بود و در دوره مغول نیز به‌صورت مستقل اداره می‌شد و به قول حمدالله مستوفی در نزهه القلوب در دوره مغول به دهکده‌ای درامد و ابادی‌‌های حومه ان مشتمل بر هفتاد آبادی بوده‌است. حقوق دیوانی کاغذ کنان پنج هزار دینار بود.
این محوطه باستانی به‌طور جدی مورد مراقبت قرار نمی‌گیرد و حفاری‌‌های غیرمجاز از طرف سوداگران آثار باستانی در این منطقه رخ می‌دهد. احداث شهرک صنعتی در نزدیکی این محوطه نیز باعث لطمه به آن می‌شود.

## پوشش گیاهی کاغذکنان
از مهمترین گیاهان منطقه حفاظت شده کاغذکنان می‌توان به خشخاش، علف پشمکی، سیر کوهی، گاو زبان، زرد پیاز، انواع یونجه، فستوک گوسفندی، آویشن، کلاه میر حسن، جو وحشی، علف گندمی، پونه، کاکوتی، اسپرس، میخک، بومادران، بابونه، سیاه تلو، زرشک، قره میخ، آلوچه وحشی، نسترن، شیرخشت، قره تیکان، چاکلانقوش، ازگیل، بید، دوشان آلماسی، گلابی وحشی، بلوط و زبان گنجشک اشاره نمود.

## جمعیت
بنابر سرشماری مرکز آمار ایران، جمعیت بخش کاغذکنان شهرستان میانه در سال ۱۳۸۵ برابر ۱۱۳۱۰نفر بوده است.

## مناطق دیدنی و تاریخی
- منطقه ی باستانی کاغذکنان

- منطقه ی حفاظت‌شده کاغذکنان

- شهر سوخته کاغذکنان

- پل پردلیس

- رود قزل اوزن

- سد تاریخی قاضی لو

- قرار داشتن در جاده ابریشم

- قلعه ی سنگی (داش قالا)

- کاروانسرای جمال آباد

- کوهستان قافلانکوه

- کوه توره داغی

- مقبره محمدباقر خلخالی(شاعر)

- چشمه‌های زیبا کاغذکنان

- آبشار دیز منطقه کاغذکنان

- آبشارهای زیبای روستای ماوی

- سد نوروز آباد

- سد قره قانلو

- توربین‌های بادی شهر آقکند

- قاینار

- و...

## گونه‌های شاخص جانوری کاغذکنان
گونه‌های شاخص جانوری منطقه حفاظت‌شده کاغذکنان اعم از پستانداران شامل پلنگ، کل و بز، آهو، سیاه‌گوش، خرس قهوه‌ای، گربه وحشی، کفتار، رودک، تشی، راسو، جوجه‌تیغی، سمور سنگی، شنگ، گراز، گرگ، روباه، خرگوش، سنجاب زمینی، خفاش نعل اسبی مدیترانه‌ای و انواع مختلفی از جوندگان می‌باشند.

## سوغاتی‌های کاغذکنان
- سیب
- زردآلو
- گیلاس
- گندم
- عدس
- گردو
- و...

## آثار باستانی کاغذکنان
نمونه‌های از سفال‌های کاغذکنان و آقکند در موزه‌های کشوری‌های اروپایی ازجمله موزه لوور موجود است.

## شهرها
شهر آقکند مرکز بخش کاغذکنان که تا اوایل دوره صفویه به کاغذکنان مشهور بود.

## بخش‌های کاغذکنان
¤دهستان کاغذکنان مرکزی
¤دهستان کاغذکنان شمالی
¤دهستان قافلانکوه شرقی

## روستا‌های بخش کاغذکنان
قشلاق_کهورین_آیدمیر _
افشار_
احمدآباد گروسی_
احمدآباد خانلق _
استانجین_
اندرود علیا_
اندرود سفلی_
ابابین_
باغجغارعلیا_
بهمن آباد_
چولاقلو _
حسن آباد_
حاجی محمودلو_
حاجمیر_
جمال آباد_  
بهمن آباد_
برانقار_
بادلو_
قاضی کند_
قره بلاغ_
قوشه بلاغ_
قاراب سفلی_
تختمیشلو _
خیر آباد_
خورده بلاغ_
خلف_
کلیان_
لله لو _
گل تبه خیر آباد_
گل تبه_
گل گلگلاب _
گلوجه_
گنجین_
گورجق_
سلیمان قشلاق_
ساری درق_
دونبلی _
شیرن بلاغ_
شاهی علی بیگلو_
شیخلر _
باش بلاغ_
داش بلاغ_
سنجه_
قاضیلو_
قره قانلو_
قره آعاج_
نوروزآباد_
طوین _
یان بلاغ_
ولستان_
ماوی_
سهل آباد_
سورق_
رشید آباد_
دونبلی_ گاو-و....